# Fosse No.10 Communal Cemetery
Fosse No.10 Communal Cemetery is een begraafplaats gelegen in de Franse plaats Sains-en-Gohelle (Pas-de-Calais). De militaire graven worden onderhouden door de Commonwealth War Graves Commission.
De begraafplaats telt 1 geïdentificeerd Gemenebest graf uit de Eerste Wereldoorlog.